# 950 км
 950 км — опустевший железнодорожный разъезд в Сызранском районе Самарской областив составе сельского поселения Новозаборовский.

## География
Находится у железнодорожной линии Пенза — Сызрань на расстоянии примерно 7 километров на запад от северо-западной границы города Сызрань.

## История
Населённый пункт появился при строительстве железной дороги. В селении жили семьи тех, кто обслуживал инфраструктуру разъезда.

## Население
| 2010 |
| ---- |
| 0    |

## Инфраструктура
Путевое хозяйство Куйбышевской железной дороги. Действует остановочный пункт 950 км.

## Транспорт
Автомобильный и железнодорожный транспорт. В пешей доступности "Обход г. Сызрани с выходом на автодорогу
«Москва — Самара» (идентификационный номер 36 ОП РЗ 36К-733).